# Бивил на Мору
Бивил на Мору (фр. Biville-sur-Mer) насеље је и општина у северној Француској у региону Горња Нормандија, у департману Приморска Сена која припада префектури Дјеп.
По подацима из 2011. године у општини је живело 734 становника, а густина насељености је износила 138,49 становника/km². Општина се простире на површини од 5,3 km². Налази се на средњој надморској висини од 100 метара (максималној 128 m, а минималној 0 m).

## Демографија
| 1962. | 1968. | 1975. | 1982. | 1990. | 1999. | 2011. |
| ----- | ----- | ----- | ----- | ----- | ----- | ----- |
| 287   | 323   | 344   | 524   | 547   | 534   | 734   |

График промене броја становника у току последњих година